# Schloss Phantom
Schloss Phantom est un film policier allemand réalisé par Ernst Mátray, sorti en 1916.

## Contexte
Le film, le premier de la série des « Fantômas », produit par la Greenbaum-Film de Berlin, comporte quatre bobines. La police berlinoise a décrété une interdiction de vision du film pour la jeunesse (n° de censure 39733). La police de Munich n'a autorisé aucune réclame pour le film en tant que film policier.
Il se peut que ce soit le même film que Le Fantôme de l'Opéra.

## Fiche technique
- Réalisation : Ernst Mátray
- Scénario : d'après un roman de Paul Rosenhayn
- Producteur : Jules Greenbaum

## Distribution
- Erich Kaiser-Titz : Phantomas